# محسن‌آباد (ریوند)
محسن‌آباد روستایی در دهستان ریوند بخش مرکزی شهرستان نیشابور استان خراسان رضوی ایران است.

## جمعیت
بر پایه سرشماری عمومی نفوس و مسکن در سال ۱۳۹۵ این روستا بدون جمعیت بوده‌است.

## تابعیت
این روستا یکی از روستاهای تابعهٔ دهستان ریوند، دهستان هفتم از دهستان‌های پانزده‌گانهٔ شهرستان نیشابور، بوده‌است.